# Montpellier Hérault Rugby
El Montpellier Hérault Rugby Club es un club francés profesional de rugby, localizado en la ciudad de Montpellier y que participa en el Top 14.

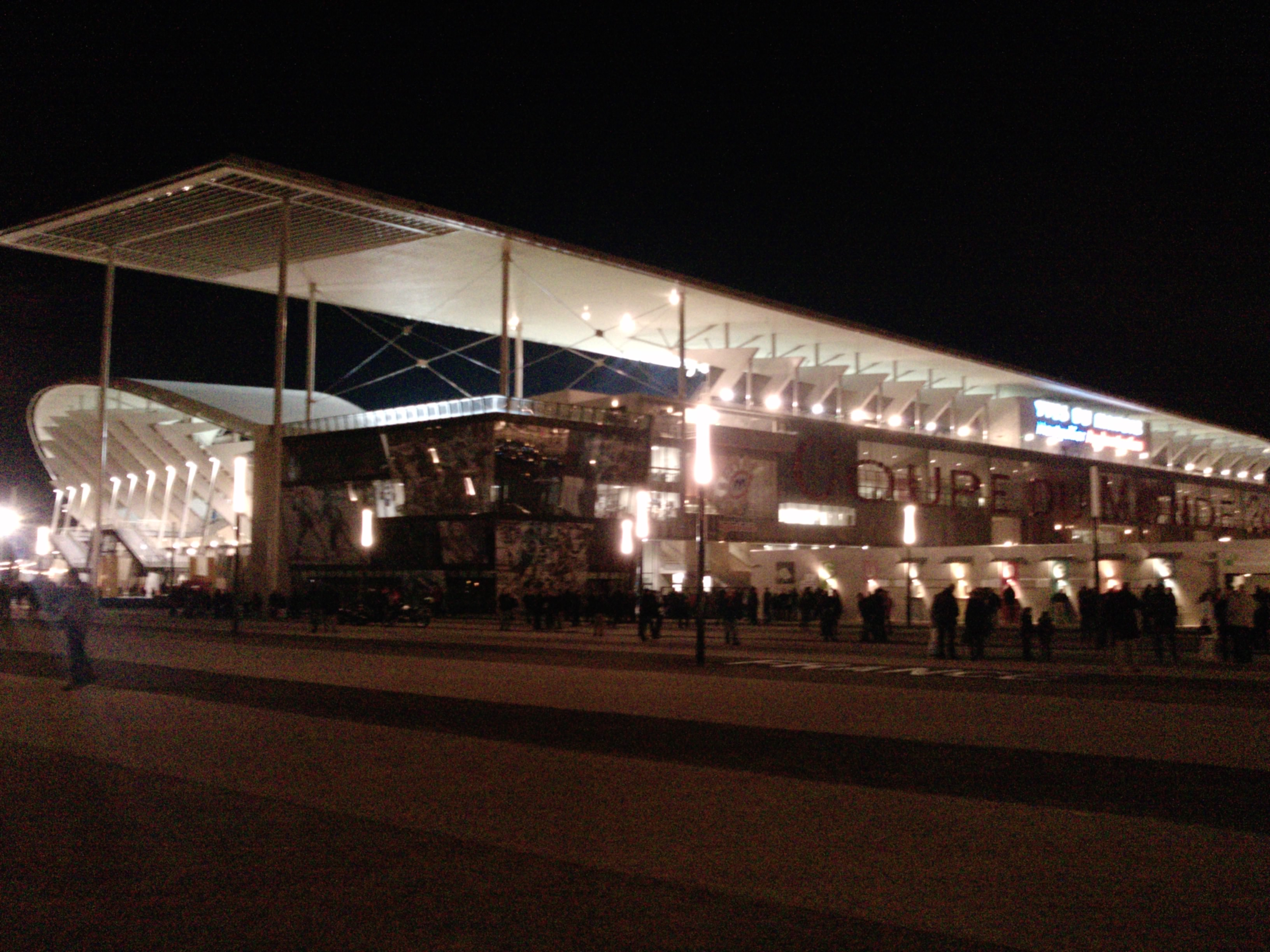
El Estadio GGL, su sede.

## Historia
El club nació de la fusión entre el «Stade Montpelliérain» y el «Montpellier Université Club Rugby» en 1986. En 2003 cuando el club se integró a la máxima división francesa (Top 14) cambió su nombre a Montpellier Hérault Rugby Club.

## Palmarés

### Torneos internacionales
- European Rugby Challenge Cup (2): 2015-16, 2020-21
- European Shield (1): 2004

### Torneos nacionales
- Top 14 (1): 2021-22
- Pro D2 (1): 2002-03
- Subcampeón Top 14 (2): 2010-11, 2017-18